# Löbnitz (Sassonia)
Löbnitz è un comune di 2.224 abitanti della Sassonia, in Germania.
Appartiene al circondario (Landkreis) della Sassonia settentrionale (targa TDO).